# Išči poldan
Roman Išči poldan je delo Marjana Kolarja. Izšel je leta 1967 pri založbi Obzorja v Mariboru.(COBISS) Obsega 338 strani, ima 29 poglavij in približno 95.000 besed. Leta 1968 je zanj prejel nagrado Prešernovega sklada za književnost.  

## Zgodba
Predmetni učitelj Andrej Žagar in profesor Mato Brajnik živita v izmišljenem mestu Gren, kjer ljudje životarijo iz dneva v dan. V mladih letih sta si bila najhujša nasprotnika, Andrej je bil politični aktivist, Mato pa pisatelj.
Glavna junaka se skoraj izvlečeta iz rok enoličnosti. To jima dokončno ne uspe, vendar najdeta svoj smisel v življenju. Prikažeta vsak svojo zgodbo.
- Žagar se po nekajletnem zdravljenju tuberkuloze ponovno znajde v Grenu. Znanci in prijatelji so se spremenili. V družbo se vključuje s popravljanjem esejev in govorov bivših aktivističnih sodelavcev. Ponovno začne honorarno delati pri Grenskem vestniku. Z dekleti nima tesnejših stikov, ker ne more pozabiti svoje prve ljubezni, Vilme. Naveže se na gospodarjevo hči Mari, vendar se zaradi prevelike razlike v letih odloči, da bo to zvezo prekinil. Razprtije z Brajnikom so končane. Zave se, da je njegovo življenje lepo in da ga ima rad.

- Brajnik piše novele in verjame, da bo postal uspešen, čeprav ni izdal še nobene. V njih kritizira grenske veljake in je proti njihovemu delu. Honorarno dela pri Grenskem vestniku in piše članke o pomembnih grenskih posameznikih. Živi pri stari gospe in namesto plačila najemnine skrbi za njenega defektnega sina Milančka. Ob koncu Brajnik odide skupaj s Kovačem v sosednje mesto natisnit Grenski vestnik. Na vlaku na poti nazaj razmišlja o uredniku Kovaču. Ko prispeta v Gren, si vesela, da sta uspešno zaključila svoje potovanje, krepko stisneta roki in odideta vsak svojo pot.

## Osebe
1. protagonista
- Andrej Žagar - politični aktivist in razredni učitelj
- Mato Brajnik - novelist in gimnazijski profesor

2. stranske osebe
- Mari
- Vilma
- mama Roza
- urednik Kovač
- profesor Klasinc

## Kritika, literarna zgodovina
"Kolarjev roman Išči poldan je prav gotovo doslej daleč najtehtnejše in najbolj kompletno delo tega pripadnika mlajše slovenske pisateljske generacije, v njem je čutiti, kako je svet, ki ga pisatelj opisuje in se z njim ves čas spopada, živ, resničen in prisoten v naši družbi. In prav to so značilnosti, ki zaradi njih Kolarjev tekst Išči poldan ni le uspešen konec določenega obdobja v avtorjevem pisateljskem ustvarjanju (tak je pač vtis, ki ga dobi bralec ob natančnem razboru vseh estetskih, izpovednih in formalnih elementov njegovega dosedanjega dela), ampak tudi eno najzanimivejših literarnih del mlajše slovenske pisateljske generacije v zadnjem času." (Trekman 1967: 932)
"Kolarjevo romanopisje je vsekakor pomemben prispevek k leposlovju narodno osvobodilnega boja; in napisano je v kultiviranem slogu, ob tem pa dostopno tudi manj zahtevnim bralcem."" (Šifrer 1988: 153)